# Dorstenia goetzei
Dorstenia goetzei är en mullbärsväxtart som beskrevs av Adolf Engler. Dorstenia goetzei ingår i släktet Dorstenia och familjen mullbärsväxter. Inga underarter finns listade i Catalogue of Life.